# Pachites
Pachites é um género botânico pertencente à família Orchidaceae. Junto com Satyrium forma a subtribo Satyriinae de Diseae. Este gênero é composto por apenas suas espécies terrestres endêmicas do sul da África do Sul, onde são bastante raras. Geralmente habitam áreas de solo arenoso e bem drenado, em meio aos arbustos, e florescem abundantemente após incêndios ocasionais. O nome deste gênero vem do grego pachys, espesso, em referência a esta qualidade presente na coluna de suas flores.
Pachites crescem a partir de um tubérculo que origina caules delicados ou robustos com poucas folhas lineares. A inflorescência não se ramifica e comporta muitas flores espaçadas ou densas não ressupinadas, com sépalas e pétalas estreitas e parecidas, conferindo aspecto actinomórfico às flores. O labelo é semelhante aos outros segmentos, ou levemente trilobado. A coluna é bastante alongada e contém duas polínias com dois viscídios afastados. Nada se sabe sobre a polinização deste gênero. Não há informações sobre Pachites em cultivo..